# François de Vial
François de Vial, né le 5 octobre 1904 à Pauillac et mort le 16 mai 1985 à Boulogne-Billancourt, est un diplomate et un ministre plénipotentiaire français de 1932 à 1969. Il est reconnu Juste parmi les Nations en 2020.

## Biographie
François de Vial est un membre de la famille de Vial d'origine française, établie en Espagne au XVIIe siècle et revenue en France au XIXe siècle. Il est le fils de Félix de Vial et de Marie Jeanne Cayrou. Il épouse le 4 octobre 1932, Germaine Robain.
Après des études au lycée Saint-Joseph de Tivoli de 1910 à 1918, il obtient une licence de droit.

## Carrière diplomatique
- Attaché au consulat de France de Berlin  1932[4]
- Détaché à l’ambassade de France de Prague 1933[4]
- Ambassade de France à Berne de 1934 à 1935[4]
- Ambassade de France à Budapest de 1935 à 1938[4],[5]

Postes à l'étranger pendant la guerre
- Vice-consul à Naples de 1938 à 1939, il ne rejoindra pas son centre de mobilisation[4]
- Attaché à l’ambassade de France auprès du Saint-Siège à Rome de 1940 à 1944[4]

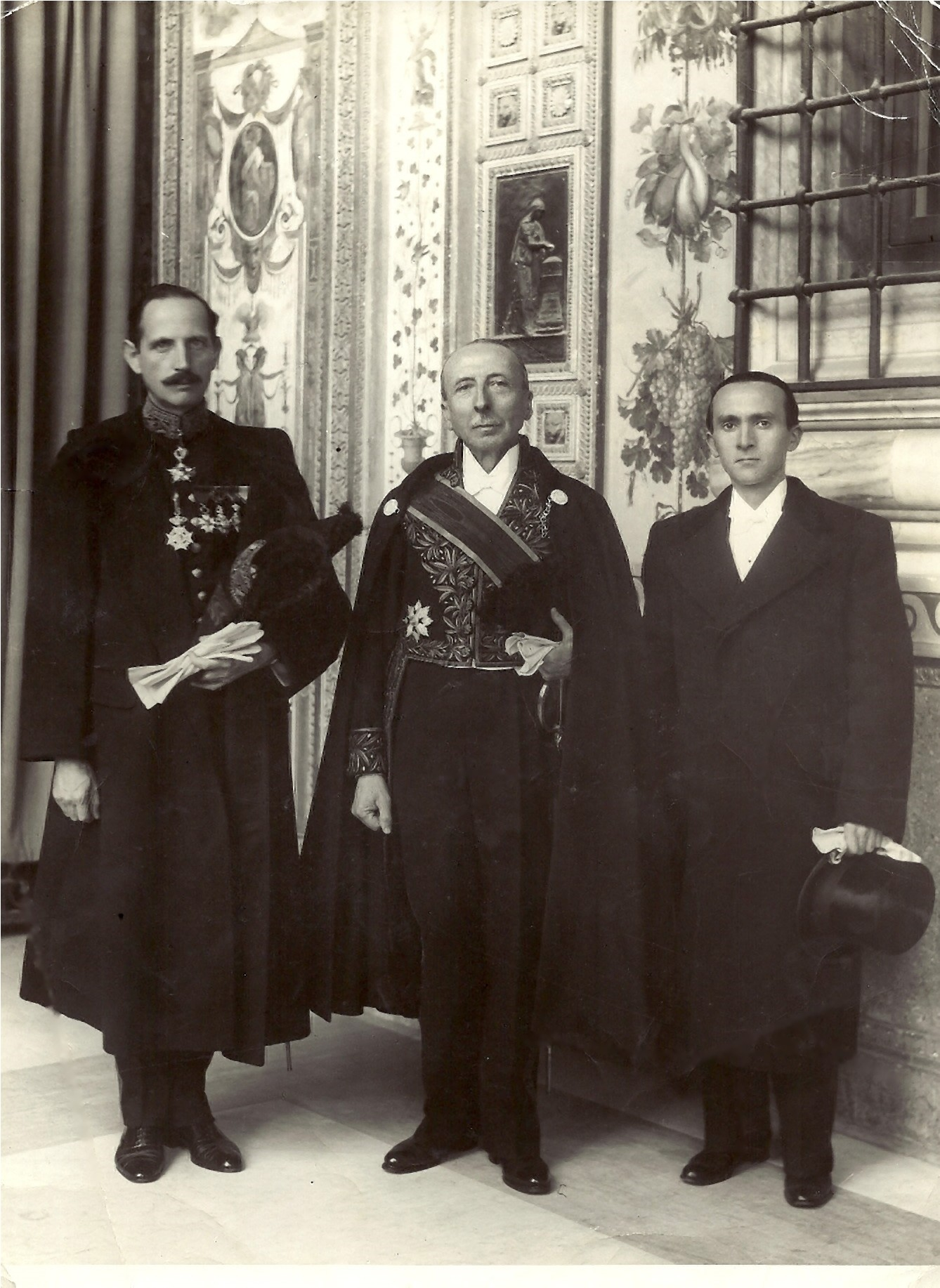
Le pape Pie XII reçoit l'ambassade de France en audience d'État : Jacques de Blesson, Léon Bérard, François de Vial devant les Loges de Raphael.

Action à Rome pendant la Seconde Guerre mondiale
Il est le seul français de l’ambassade autorisé à circuler dans Rome : l’ambassadeur de France Léon Bérard et son conseiller Georges de Blesson étant reclus au Vatican,. François de Vial est, entre autres membre de l'ambassade de France, chargé de négocier avec le gouvernement mussolinien  pour éviter l’annexion de la fondation des Pieux Établissements de la France à Rome et Lorette placés sous la tutelle de l'ambassade,.
À Rome, il fait partie du Mouvement de Résistance interallié, créé en 1942, regroupant des Anglais, des Suisses, des Français, des membres du Vatican et des religieux français et italiens, et dont le but est de sauver de la Gestapo et de la police fasciste des prisonniers évadés et des pilotes américains et anglais abattus lors des combats aux dessus de l'Italie,
À la Libération, il prend en charge le rapatriement des prisonniers[réf. souhaitée].
François de Vial est reconnu Juste parmi les Nations en 2020,.
Postes à l'étranger après-guerre
- Consul à Florence de 1944 à 1947[15]
- , Agent au département Amérique du Sud au Quai d’Orsay de 1947 à 1951[15]
- Consul général à Québec de 1951 à 1955[15],[16]
- Ministre et consul général à Liverpool 1956[15]Foreign Office, 30th November, 1955.
- Ministre plénipotentiaire et conseiller auprès l’ambassade de France à Madrid 1957 à 1959[15]
- Quai d’Orsay : Collège de défense de l'OTAN [15]
- Ministre plénipotentiaire et consul général à Liverpool[15]
- Ministre plénipotentiaire et consul général à Londres 1960 à 1966[15]
- Ministre plénipotentiaire et consul général à Florence 1966 à 1969[15]

## Carrière civile
1969 à 1973 : secrétaire général de la Commission d’exportation des vins de France[réf. souhaitée]

## Décorations
- Officier de la Légion d'honneur[15][Quand ?]
- Commandeur de l'ordre national du Mérite[15]
- Médaille de la Résistance française (décret du 24 avril 1946)[15]
- Grand-croix de l'ordre de Saint-Grégoire-le-Grand (Vatican)
- Juste parmi les Nations en date du 27 juillet 2020[13],[14]
- Membre de l'ordre de l'Empire britannique[15]
- Ordre du Mérite (Hongrie)[15] :

## Sources et bibliographie
- Vichy et le Saint-Siège Quatre ans de relations diplomatiques juillet 1940-Aout 1944 Dominique Chassard Docteur en Histoire 2015  (ISBN 978-2-343-07153-4)
- La Course pour Rome : comment la ville éternelle fut sauvée de la destruction nazie, Dan Kurzman, Éditions Elsevier 1977
- Chadwick, Owen. 1988. Britain and the Vatican During the Second World War. Cambridge University Press.
- Clausson, M. I. (2006). NATO: Status, Relations, and Decision-Making. Nova Publishers.  (ISBN 1-60021-098-8).
- Cf. The Holy See's official journal Acta Apostolicae Sedis Volume 51, p. 271.
- The Philippe Chenaux, Pie XII, diplomate et pasteur, éd. Cerf, coll. « Histoire », 2003  (ISBN 2-204-07197-8).
- Dominique Le Tourneau, Philippe Levillain (dir.), Dictionnaire historique de la papauté, Paris, Fayard, 2003  (ISBN 2-213-618577).
- Stephen Walker (4 March 2011), "The Priest who Outfoxed the Nazis", Irish Times, retrieved 4 March 2011
- Paul Poupard, Connaissance du Vatican : histoire, organisation, activité, éd. Beauchesne, 1967.
- Sergio Romano, La Foi et le Pouvoir : Le Vatican et l'Italie de Pie IX à Benoît XVI, Buchet-Chastel, 2007.
- Dalin, David G. The Myth of Hitler's Pope: How Pope Pius XII Rescued Jews from the Nazis. Regnery Publishing: Washington, D.C. 2005;  (ISBN 0-89526-034-4); p. 76.
- Cf. The Holy See's official journal Acta Apostolicae Sedis Volume 51, p. 271.
- The Battle for Rome: The Germans, The Allies, The Partisans, and The Pope, September 1943-June 1944, New York, Simon and Schuster.
- Alessandro Portelli, The Order Has Been Carried Out: History, Memory, and Meaning of a Nazi Massacre in Rome, Macmillan
- Études Foreziennes, Les Vial, leur histoire. 2020  (ISBN 978-2-9573678-0-1)